# Can Pau Torrents
Can Pau Torrents és una masia de Sant Joan Despí (Baix Llobregat) inclosa a l'Inventari del Patrimoni Arquitectònic de Catalunya.

## Història
Hom suposa aquest l'emplaçament del jardí botànic creat per Jaume Salvador i Pedrol el 1723. En aquella època, la masia era coneguda com a Cal Baró de la Bleda.
El 1910, la finca va ser comprada per la família Torrents, que n'havien estat fins llavors els masovers, i el 1972 es va convertir en restaurant.

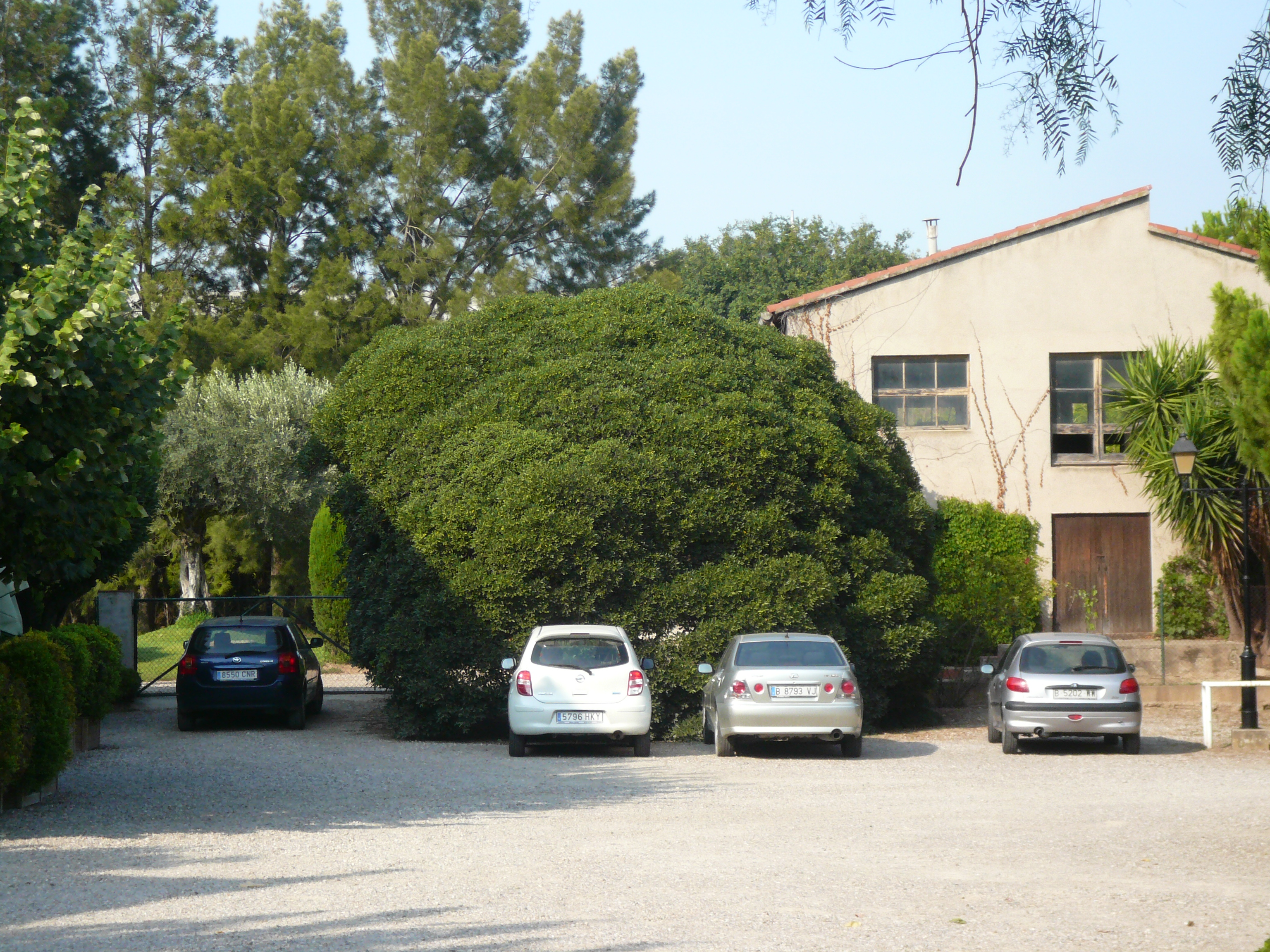
L'històric Pittosporum, a l'aparcament del restaurant (la masia queda a l'esquerra de la foto).

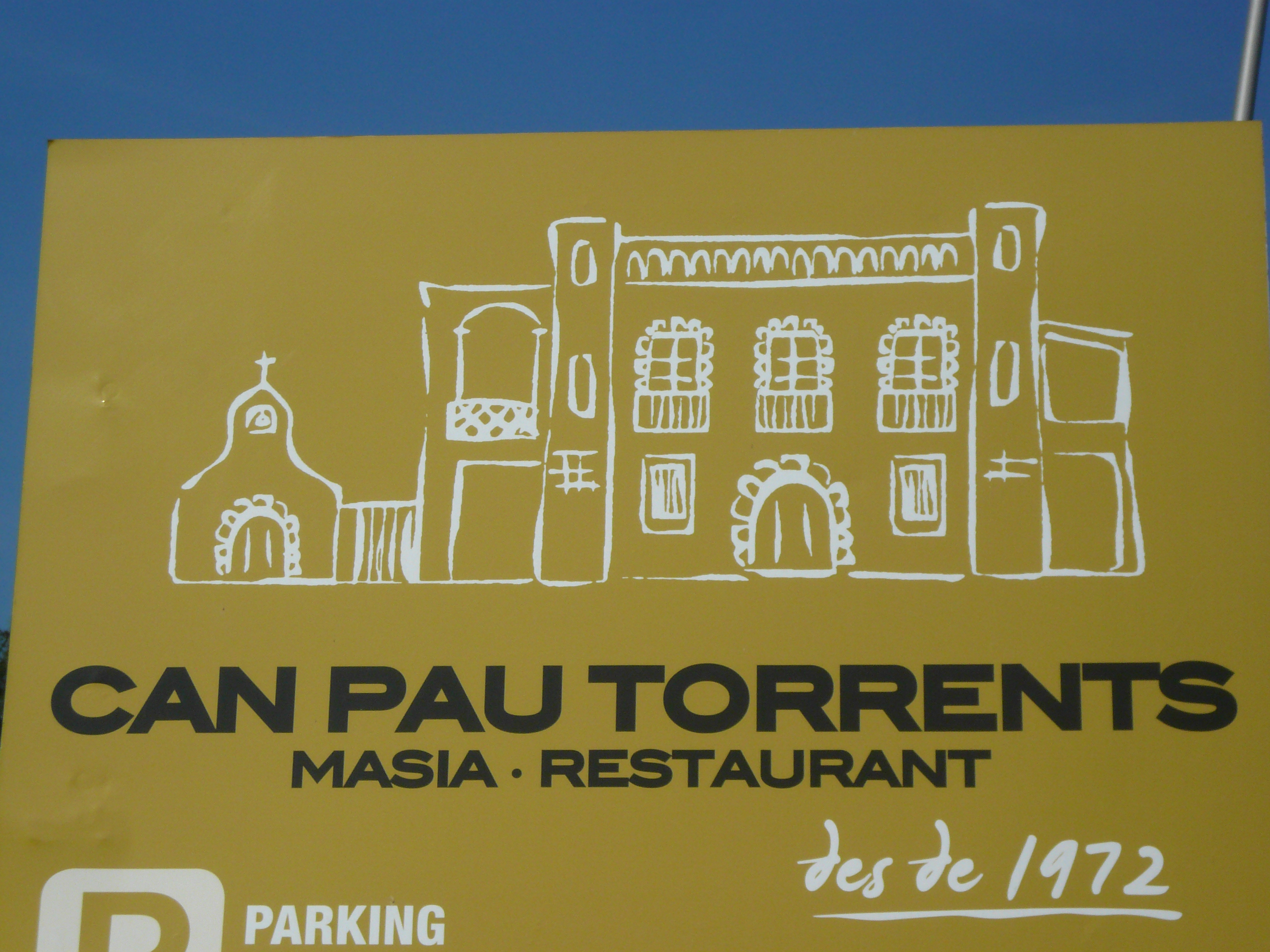
La masia hostatja un restaurant des del 1972

## Descripció
És una edificació de planta rectangular formada per planta baixa, pis i golfes. Al cos central, les golfes donen a l'exterior mitjançant una galeria formada per petites arcades de mig punt (galeria de solana). Els cossos laterals tenen galeries que s'obren amb àmplies arcades i tenen pintures murals del segle xviii. Està modificada en la part posterior amb la prolongació del cos i coberta de teula.
Separada de la casa, però al costat mateix hi ha una capella neogòtica datada a finals de segle xix, on fou portat el cos de Josep Maluquer i Salvador a la seva mort el 1931. Dedicada a Sant Jaume, i té una sola nau, una rosassa de forma quatrifoliada, coberta a dues aigües i una porta flanquejada per dues columnetes amb capitells.
Davant de la masia hi queda un exemplar de pitòspor (Pittosporum tobira), molt antic i que se suposa que devia formar part del jardí botànic.